# Graminella longifurcata
Graminella longifurcata är en insektsart som beskrevs av Rauno E. Linnavuori och Delong 1979. Graminella longifurcata ingår i släktet Graminella och familjen dvärgstritar. Inga underarter finns listade i Catalogue of Life.